# Timtaghene
Timtaghene is een gemeente (commune) in de regio Kidal in Mali. De gemeente telt 2500 inwoners (2009).
De gemeente bevat de volgende plaatsen:
- Alybadine
- Darassal
- Tadjoudjoult
- Tachrak
- Tawhoutène
- Tin Kar (Timétrine)
- Teghaw-Ghawen